# Михаловце
 Тази статия е за града.  За окръга вижте Михаловце (окръг).  
Михаловце (на словашки: Michalovce; на унгарски: Nagymihály; на немски: Großmichel; на румънски: Mihalya; на украински: Михайлівці) е град в източна Словакия, разположен по течението на река Лаборец. Наречен е по името на Свети Архангел Михаил. Градът е вторият по големина град в Кошицкия край и административен център на Окръг Михаловце.
Разположен е на брега на езерото Земплинска Ширава, приблизително на 360 km източно от столицата Братислава и в непосредствена близост с границата на Украйна. Градът е известен с близките си езера и планини с вулканичен произход, които са източник на приходи от туризъм, със земеделието си, както и с преминаващия нефтопровод „Дружба“. Населението на града възлиза на 39 151 души (по приблизителна оценка от декември 2017 г.), с население на метрополията от 109 121 души, което нарежда града сред най-големите по население центрове в източна Словакия.
Михаловце е интересен за българската история и туризъм поради любопитния факт, че там е открит надгробният паметник на Пресиян II, първородния син и престолонаследник на цар Иван Владислав.